# بولدرنق

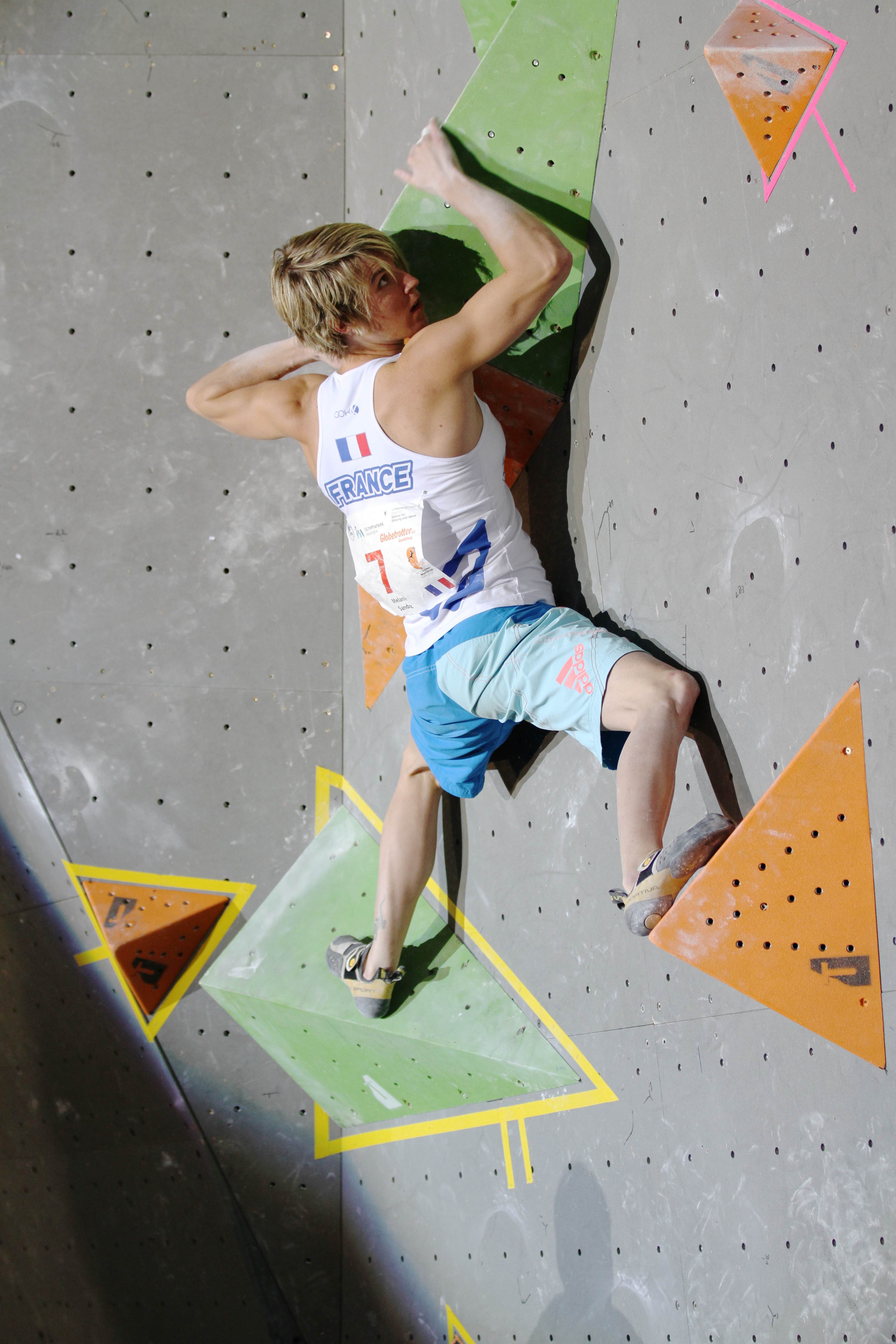

البولدرينج هو نوع من تسلق الصخور والذي ينفذ دون استخدام الحبال أو الحزام. ويمكن ممارستها دون استخدام أي أداة، معضم المتسلقين يستخدمون أحذية تسلق لتساعد في حماية موطئ القدم، والطباشير للحفاظ على أيديهم جافة، والحصير لمنع المصابين من السقوط. على عكس التسلق المنفرد الحر الذي ينفذ بدون الحبال أيضًا. عقبات البولدرينج (المسار الذي يأخذه المتسلق لإكمال التسلق) يكون عادةً أقل من 6 مترات (20 قدم). تساعد جدران التسلق الصناعية الممارسين للتدريب الداخلي في مناطق خالية من الصخور الطبيعية. تستخدم مسابقات البولدرينج مجموعة متنوعة من الأشكال تجري في كل من الإعدادات الداخلية والخارجية.
نشأت الرياضة كمنهج للتدريب على التسلق بالحبل ورياضة تسلق الجبال. يسمح البولدرينج المتسلقين بالتدرب على حركات خاصة على بُعد مسافة آمنة من الأرض. بالإضافة إلى أن الرياضة تساعد في بناء قوة التحمل وزيادة قوة الأصبع. خلال القرن التاسع عشر تطورت رياضة البولدرينج فأصبحت رياضة مستقلة. وتم تحديد تقييم للعقبات المنفردة على حسب صعوبتها. فهناك الكثير من الصعوبة في أنظمة التقييمات الخاصة بالرياضة المستخدمة على مر التاريخ ولكن تستخدم للعقبات الحديثة عادة إما بمقياس V أو مقياس فونتينبليو.
سبب تطور شعبية الرياضة عدة مخاوف بيئية، منها تآكل التربة والدوس على الغطاء النباتي بسبب المتسلقين الذاهبين إلى مواقع البولدرينج، مما أدى إلى تقييد أو حضر بعض مُلاك الأراضي من البولدرينج تمامًا.

## نظرة عامة
البولدرينج هو شكل من أشكال التسلق على الصخور ويكون على الصخور الكبيرة والصغيرة، وتقاس المسافة عادة أقل من 20 قدم (6.1) من الأرض إلى الأعلى، ولكن في بعض الحالات تصل المسافة إلى +30 قدم. على عكس التسلق بالحبل العالي والتسلق الرئيسي، بحيث لاتستخدم الحبال لحماية أو مساعدة المتسلق. يتطلب مسار البولدرينج «عقبات» على المتسابق تعيقه عن الوصول إلى أعلى الصخرة، وعادة موقع البداية يكون محددًا. تتطلب بعض عقبات الصخور المعروفة ب «الحركة الجانبية» من المتسابق بالتسلق أفقيًا من موقع لآخر.
تعتمد خصائص عقبات الصخرة بشكل كبير على نوع الصخرة المُتسلقة. مثلًا الجرانيت، والذي غالبًا مايتميز بالشقوق الطويلة والألواح. وصخور الحجر الرملية المعروفة بتدرجاتها الحادة والفواصل الأفقية المتكررة. وتتضمن صخور تسلق أخرى على الصخور الكلسية والصخور البركانية.
هناك العديد من المناطق البارزة للبولدرينج في جميع أنحاء الولايات المتحدة الأمريكية، هويكو تانكس في تاكساس، ومونت إيفانس في كولورادو، والبيتر ميلكس في بايشوب، كاليفورنيا، وأكثر أماكن البولدرينج أنتشارًا في كندا سكوامش بريطانيا كولومبيا. وتحتوي أوروبا على مجموعة من مواقع البولديرنق كفونتينبليو في فرنسا، والباراسين في إسبانيا، وجبال مختلفة في سويسرا.

## البولدرينج في الصالات الداخلية المغلقة
تستخدم جدران التسلق الصناعية لصنع عقبات الصخرة في بيئة داخلية، وعادة في صالات التسلق الرياضية، تتكون هذه الجدران من اللوائح الخشبية ولوائح البوليمار الأسمنتية، وقشرة، وقوالب مسبقة الصب لجدار الصخرة الحقيقي. تصنع المقابض من البلاستيك عادة ثم تسحب على الجدار لإنشاء العقبات. تتميز هذه الجدران بأسطح متدلية شديدة الانحدار، فتجبر المتسابقين لإستخدام تكنيكات عالية من الحركات فيها الكثيرمن دعم أوزانهم مع قوة الجزء العلوي من الجسد.
تتميز نوادي صالات التسلق الرياضية بعدة عقبات في نفس القسم من الجدار. أكثر طرق روتسيترز شيوعًا في الولايات المتحدة تستخدم لتعيين الطريق لعقبة معينة يكون بوضع شريط ملون بجانب كل مقبض مثلًا المقبض بالشريط الملون الأحمر يحتوي على عقبة بولدرينق واحدة، بينما الشريط الأخضر يستخدم في مجموعة من عقبات مختلفة في نفس المنطقة. في معظم بقاع العالم العقبات والتقييمات مصممة باستخدام مجموعة ألوان من المقابض البلاستيكية لتحديد عقبة معينة، مثلًا قد يكون الأخضر v0-v1 والأزرق v2-v3 وهكذا.
الإعداد بناءً على الألوان له فوائد معينة، والفائدة الملحوظة هي وضوح مكان المقبض بالنسبة للعقبة، وأيضا لا يمكن للشريط اللاصق أن يلتصق بموطئ القدم حتى عن طريق الخطأ. قد تكون قلة إمكانيات صالات التسلق الرياضية تجعلها تفضل استخدام العقبات على المقابض بسبب الغلاء الفاحش للمقابض، ويمكن أن تستخدم بعدة طرق، ببساطة تحديد أكثر من لون للشريط الواحد.

## المسابقات
تقام مسابقات البولدرينج إما في الصالات الداخلية أو الخارجية. يستخدم الاتحاد الدولي لرياضة التسلق (IFSC) الصالات الداخلية والتي تقسم المسابقة إلى ثلالث جولات: المتأهلين، نصف النهائيات، النهائيات. تتكون الجولات من أربع إلى خمس مجموعات مختلفة من عقبات الصخور، ولكل متسابق وقت محدد لتجاوز كل عقبة. بعد نهاية وقت كل جولة يصنف المتسابق بحسب عدد العقبات التي أكملها، بعد حصر محكم لمجموع أعداد محاولات تخطي العقبات.
يستخدم نسق أخرى لمسابقات البولدرينج. في بعض المسابقات يعطى المتسابق عدد معين من المحاولات لكل عقبة مع فترات راحة بين كل محاولة وأخرى، على عكس نسق الاتحاد الدولي لرياضة التسلق (IFSC) والذي يعطي المتسابقين الحق باستخدام الوقت المعين كيفما شاؤوا. وفي مسابقة مفتوحة الشكل، يتسابق المتسلقين فوريا، ويعطون وقت محدد لإكمال أكبر عدد ممكن من العقبات. وتمنح نقاط أكثر لأكثر العقبات صعوبة، بينما يتم خصم النقاط في حال قام المتسلق بعدة محاولات لنفس العقبة.
في 2012, قدم الاتحاد الدولي لرياضة التسلق (IFSC) اقتراحًا للجنة الدولية الأولومبية (IOC) لضم التسلق الرئيسي في أولومبياد صيف 2020 . تم مراجعة الاقتراح لاحقا للمنافسة «الشاملة», والتي من شأنها أن تميز البولدرينج والتسلق الرئيسي والتسلق السريع. صرحت اللجنة الدولية الأولومبية (IOC) في مايو 2013 أن رياضة التسلق قد لا تضاف لبرنامج أولومبياد 2020.
و في 2016, وافقت اللجنة الدولية الأولومبية (IOC) رسميًا على رياضة التسلق كرياضة أولومبية «من أجل مناشدة جمهور شباب». وستعرض دورة الألعاب الأولمبية المنافسة العامة المقترحة سابقا. وسوف يتنافس الميداليون من جميع الفئات الثلاث للحصول على أفضل نتيجة عامة.
التاريخ
عٌرفت رياضة تسلق الصخور لأول مرة في منتصف الثمانينات. توصف التسجيلات الحديثة المتسلقين المنخرطين في مايشار إليه الآن بالبولدرينج، وليس كانضباط منفصل، لكن كشكل من أشكال التدرب على أكبر تسلق. في بداية القرن العشرين، وضعت منطقة فونتينبليو الفرنسية نفسها كمنطقة تسلق بارزة حيث أظهرت بعض من بلوزارد (أو الصخور). الرياضي بيير ألين هو مخترع الحذاء المخصص لتسلق الصخور.
في الستينات، تطورت الرياضة بواسطة عالم الرياضيات (جون جيل), الذي ساهم في العديد من الابتكارات المهمة. فقد كان يسعى (جيل) لرياضة الجمباز، وهي رياضة فيها كمية من الصعوبة خاصة في حركات معينة من مواقع الجسم. أضاف هذه الفكرة لرياضة البولدرينج، والتي حولت التركيز من الوصول للقمة إلى التنقل عبر تسلسل محدد من المقابض. طور (جيل) نظام تصنيف مغلق: العقبة بي1 كانت صعبة كصعوبة التحدي على طريق شائك في ذلك الوقت، العقبة بي2 كانت أصعب، والعقبة بي3 كانت كتلك التي لم تُكمل إلا مرة واحدة.
قدم (جيل) الطباشير كطريقة لإبقاء أيدي المتسلقين جافة. وشدد أيضا على أهمية قوة التمرين لإكمال المهارات التقنية. لم تكن لهذه التمارين معروفة بين المتسلقين، لكن تطور مستوى قدرة (جيل) وتأثيره، أصبحت أفكاره هي القاعدة الأساسية.
ظهرت أداتان من أهم أدوات البولدرينج في الثمانينات: الحصير، وجدران التسلق الصناعية. كما أن الأولى والتي يشار إليها أيضا ب «حقيبة النوم», والتي تمنع المصابين من السقوط، وتسمح لمتسلقي الصخور من التسلق في مواقع قد تكون محاولة الوصول إليها خطير جداً. على خلاف ذلك ساعدت جدران التسلق في الصالات الداخلية من انتشار هذه الرياضة بدون الحاجة للتسلق الخارجي، وسمحت للمتسلقين الجادين من التدرب طوال السنة بغض النظر عن الأحوال الجوية.
مع نمو شعبية الرياضة، وضعت مناطق بولدرينج جديدة في جميع أنحاء أوروبا والولايات المتحدة، وبدأ المزيد من الرياضيين المشاركة في مسابقات بولدرينج. وازدادت رؤية هذه الرياضة بشكل كبير في أوائل العقد الأول من القرن الحادي والعشرين، حيث ساعدت مقاطع فيديو يوتيوب ومدونات تسلق الصخور في جميع أنحاء العالم على تعلم التقنيات بسرعة وإيجاد مشاكل صعبة والإعلان عن المشاريع المكتملة حديثا.
في بداية 2010, ادعى المتسلقان الأمريكيان بأنهما أول من صعد على عقبات صخرة والتي تصنف الأصعب في العالم: اللعبة بالقرب من بولدر، كولورادو، التي أنشأها دانيال وودز؛ و Lucid Dreaming بالقرب من بيشوب، كاليفورنيا، التي أنشأها بول روبنسون. في العام التالي، ادعى زميل كارلو ترافيرسي الأمريكي بأنه ثاني من صعد The Game وفي يناير 2014، أكمل الأمريكي دانيال وود صعوده الثاني من " Lucid Dreaming ". في عام 2011، ادعى متسلق التشيكية آدم أوندرا بأنه ثاني من صعد Gioia ، التي أنشئت أصلا قبل ثلاث سنوات من قبل الصخرة الإيطالية كريستيان كور، وصرّح بأنها كانت من بين العقبات الأكثر صعوبة في العالم. في أكتوبر 2016، نالي هوكاتايفال تسلق Burden of Dreams، بعد عدة سنوات من التجارب اقترح أول مقياس للصخرة . V17 (9A).

## الأدوات
يمكن أداء البولدرينج بأمان وفعالية مع القليل جدا من المعدات خلافًا لغيرها من رياضات التسلق، وهو الجانب الذي يجعل الانضباط مهم للغاية لكثير من المتسلقين. أكد متسلق الصخور الرائد (جون شيرمان) أن «العتاد الوحيد المطلوب حقا للذهاب للبولدرينج هو الصخور». آخرون يشيرون إلى استخدام أحذية تسلق وحقيبة الطباشير كحد الأدنى، في حين أن أكثرمتسلقي الصخور خبرة يجلبون عادة أزواج متعددة من الأحذية، والطباشير، والفرش، وحقائب النوم، ومجموعة العناية بالبشرة.
أحذية التسلق لها التأثير الأهم المباشر على الأداء. إلى جانب حماية قدم المتسلق من الأسطح الوعرة، أحذية التسلق مصممة لمساعدة المتسلق في الحفاظ على موطئ قدم. عادة أحذية التسلق تكون مناسبة إذا كانت أكثر ضيقًا من الأحذية الرياضية الأخرى، وغالبا ما تجعد أصابع القدم لأسفل لتمكن القدم من الحركة. وهي مصنوعة في مجموعة متنوعة من الأساليب المختلفة من أجل أداء جيدا في حالات مختلفة: أحذية بمقدمة مرتفعة، على سبيل المثال، لتوفير حماية أفضل للكاحل، في حين أن الأحذية بالمقدمة المنخفضة توفر قدرا أكبر من المرونة وحرية الحركة. تتميز الأحذية القاسية أنها تحمي عند حواف صغیرة، في حین أن الأحذية اللینة توفر حساسیة أکبر للقدم . يمكن أن يكون الجزء الأمامي من الحذاء، المسمى «صندوق اصبع القدم»، غير متماثل، والذي يؤدي بشكل جيد على الصخور المتدلية، أو المتماثلة، وهي أكثرملاءمة للعقبات العمودية والألواح.
يستخدم معظم متسلقي الصخور طباشير الجمباز في أيديهم لامتصاص العرق. تخزن في حقيبة طباشير الصغيرة والتي تربط حول الخصر، وتسمح للمتسلقين من إعادة وضع الطباشير خلال التسلق. وتستخدم الفرش لإزالة الطباشير الزائدة والتراب بين الصخور خلال التسلق، وغالبًا ماتعلق في نهاية العصا، أو الأنابيب، أو أي أداة مستقيمة للوصول للأعلى. حقائب النوم، ويشار إليها أيضًا بالحصير، هي وسائد لينة توضع في الأرض لحماية المتسلقين من السقوط.

## الأمان
عقبات الصخور عادة تكون أقل من 20 قدم (6.1 متر) من الأرض للأعلى. هذا ما يجعل الرياضة أكثر أمانا من التسلق الحر المنفرد، والذي ينفذ بدون استخدام الحبال أيضًا، مع عدم وجود حد أعلى للتسلق . ومع ذلك، تشيع إصابات طفيفة في البولدرينج كالتواء الكاحلين والمعصمين. عاملان يساهمان في تواتر الأصابات في البولدرينج: أولا، عادة ماتتميز عقبات الصخرة بصعوبة الحركات من غيرها من أنواع التسلق، مما يجعل السقوط أكثر شيوعًا. ثانيًا، عدم وجود حبال للأمساك بالمتسلق أثناء نزوله، يسبب سقوط المتسلق على الأرض.

## التقنيات
كما هو الحال مع أشكال أخرى من التسلق، تقنية بولدرينج تركز إلى حد كبير على الملعب المناسب. عضلات الساق هي أقوى بكثير من عضلات الذراع. وبالتالي، يستخدم المتسلقين أسلحتهم في المقام الأول للحفاظ على توازن وتحديد المواقع الجسم، والاعتماد على الساق للدفع للأعلى بإتحاه الصخرة.المتسلقين أيضا يحافظون على أذرعهم مستقيمة كلما كان ذلك ممكنا، مما يسمح لعظامهم دعم وزن أجسادهم بدلا من عضلاتهم.
توصف حركات البولدرينج إما بأنها «ثابتة» أو «ديناميكية». يتم تنفيذ الحركات الثابتة ببطء، مع وضع المتسلق المسيطر بواسطة الحفاظ على الاتصال مع الصخرة مع الأطراف الثلاثة الأخرى. تستخدم الحركات الديناميكية زخم المتسلق للوصول إلى الحوامل التي سيكون من الصعب أو المستحيل تأمينها بشكل ثابت، مع زيادة خطر السقوط إذا لم يتم تنفيذ الحركة بدقة.

## التصنيف
```
قد تعينت عقبات البولدرينج بتقييمات عددية صعبة بواسطة روتسيترز والمتسلقين. نظامي التصنيف الأكثر استخداما على نطاق واسع هما نظام مقياس V ونظام فونتينبلو.
```

مقياس V، الذي نشأ في الولايات المتحدة، هو نظام تصنيف مفتوح العضوية مع أرقام أعلى تدل على درجة أعلى من الصعوبة. يشير تصنيف V1 إلى أن العقبة يمكن أن تكتمل من قبل متسلق مبتدئ في حالة بدنية جيدة بعد عدة محاولات. .يبدأ مقياس من V0، واعتبارا من عام 2013، وهو أعلى تصنيف V الذي تم تعيينه لعقبة بولدرينج هو V17 . بعض صالات التسلق الرياضية أيضا تستخدم درجة VB للإشارة إلى مشاكل المبتدئين.
يتبع مقياس فونتينبلو نظاما مشابهًا، حيث ينقسم كل صف رقمي إلى ثلاث درجات مع الحروف a و b و c. على سبيل المثال، فونتينبليو 7A يتوافق تقريبا مع V6، في حين فونتينبلو C + 7ما يعادل. 10V .في كلا النظامين، يتم تمييز الدرجات أكثر من خلال إلحاق "+" للإشارة إلى زيادة صغيرة في الصعوبة. على الرغم من هذا المستوى من الخصوصية، تصنيفات المشاكل الفردية وغالبا ما تكون مثيرة للجدل، مستوى القدرة ليس هو العامل الوحيد الذي يؤثر على مدى صعوبة العقبة لمتسلق معين. الارتفاع، وطول الذراع، والمرونة، وخصائص الجسم الأخرى يمكن أيضا أن تكون ذات صلة.

## التأثير البيئي
يمكن للبولدرينج أن يتلف النباتات التي تنمو على الصخور، مثل الطحالب والأشنات. وهذا يمكن أن يحدث نتيجة للتسلق عمدا على الصخرة، أو من الاستخدام المتكرر للعصي ومواطئ القدم بغير قصد. ويمكن أيضا أن يتلف الغطاء النباتي الموجود على الأرض المحيط بالصخرة من الاستخدام المفرط، ولا سيما من قبل المتسلقين الذين يضعون حقائب النوم . ويمكن أن يحدث تآكل للتربة عندما تقوم الصخور بتدوير الغطاء النباتي أثناء التنزه بعيدا عن مسارات ثابتة، أو عندما تكتشف صخور صغيرة بالقرب من الصخرة في محاولة لجعل منطقة الهبوط أكثر أمانا. وتشمل المخاوف البيئية الأخرى التخلص من القمامة بشكل غير صحيح والبراز والكتابة على الجدران. وقد تسببت هذه القضايا لبعض مديري الأراضي بحظر البولدرينج، كما كان الحال في حديقة الشاي، وهي منطقة بولدرينج شعبية في روكلاندز، جنوب أفريقيا.